# 羽州浜街道
羽州浜街道（うしゅうはまかいどう）は、出羽国の沿岸部を南北に連絡する街道である。酒田宿より南では越後街道、北では酒田街道とも呼ばれる。北国街道の北端である鼠ヶ関から延長する形で伸びているため、北国街道と呼ぶ例もある。
出羽国沿岸の砂丘付近をほぼまっすぐ北上し、羽州街道久保田宿に到る。現在の国道7号、国道112号などに相当する。参勤交代に利用した藩はなく、商人や出羽三山参詣者などが主な利用者だった。松尾芭蕉も「奥の細道」行脚時に通行している。

## 宿場
- 鼠ヶ関宿（山形県鶴岡市鼠ヶ関）
- 温海宿（山形県鶴岡市温海）
- 大山宿（山形県鶴岡市大山）
- 浜中宿（山形県酒田市浜中）
- 酒田宿（山形県酒田市）
- 吹浦宿（山形県飽海郡遊佐町吹浦）
- 金浦宿（秋田県にかほ市金浦）
- 本荘宿（秋田県由利本荘市）
- 亀田宿（秋田県由利本荘市）
- 久保田宿（秋田県秋田市）

## 峠
- 笠取峠 - 温海・大山間
- 矢引峠（矢引坂） - 温海・大山間
- 三崎峠 - 吹浦・金浦間

## 参考資料
- 「街道の日本史11 最上川と羽州浜街道」横山昭男、吉川弘文館、2001年、ISBN 4-642-06211-4
- 「週刊日本の街道76 羽州浜街道 鼠ヶ関から久保田へ」講談社、2003年